# Sovkhoz
Els sovkhoz, que eren granges estatals emprades en sectors no agrícoles, de funcionament semblant als kolkhoz però que empraven mà d'obra assalariada. Numèricament foren molt inferiors a aquests.
Encara que hi ha precedents en l'època de Lenin, es va començar a posar de manera forçada i ràpida amb el procés de Col·lectivització a la Unió Soviètica que va iniciar Stalin el 1929. Aquest va ordenar reunir tota la terra, les eines de conreu, el bestiar i tot bé d'interès econòmic al voltant dels sovkhozos i els kolkhozos i els pagesos no s'ho van prendre amb simpatia, cosa que va provocar revoltes a les quals Stalin va respondre augmentant les requises de gra, necessàries per comprar maquinària moderna, i enviant entre 15 i 20 milions de persones al gulag, que segons Arxipèlag Gulag va fer que morissin al voltant de la meitat dels enviats. Els que es van quedar van haver de fer front, de fet, a una gran fam coneguda a Ucraïna com Holodomor, tot i que va afectar tota l'URSS.
Nikita Khrusxov va canviar la política agrària de Stalin: va donar més autonomia al sovkhoz per cultivar el que volguessin i en va reduir la mida tan exagerada, i va canviar els plans que se seguien –sota el comandament de Stalin– de reduir els sovkhozos i augmentar-ne l'extensió. També va impulsar la colonització de terres verges a Ucraïna. Els plans agrícoles van ser un fracàs total, fins al punt que l'estat va haver d'importar molts aliments dels Estats Units. Això va ser aprofitat pels seus enemics per destituir-lo el 1964. La baixa productivitat d'aquestes organitzacions col·lectives va ser el principal motiu de l'escassetat d'aliments a l'URSS.
Després de la dissolució de la Unió Soviètica en 1991, les terres i els recursos que gestionaven foren reprivatitzats el 1993.